# دور فيلت
دور فيلت (بالإنجليزية: Dorr Felt)‏ هو مخترِع وشخصية أعمال أمريكي، ولد في 18 مارس 1862 في نيوارك في الولايات المتحدة، وتوفي في 7 أغسطس 1930 في شيكاغو في الولايات المتحدة.